# 3773 Smithsonian
3773 Smithsonian eller 1984 YY är en asteroid i huvudbältet som upptäcktes den 23 december 1984 av Oak Ridge-observatoriet. Den är uppkallad efter det amerikanska nationalmuseet Smithsonian Institution.